# Саад Сайфула
Саа́д Сайфу́ла (араб. سعد زغلول; англ. Saad Zaghloul; 1859 — 23 серпня 1927) — єгипетський політичний діяч, прем'єр-міністр Єгипту від 26 січня до 24 листопада 1924 року.

## Життєпис
Уродженець села Ібяна Гарбія Мухафаза в дельті. У 1918 р. очолив партію «Вафд» («аль-Вафд аль-Місрі»), вимагаючи незалежності. Англійці намагалися послабити націоналістичні сили, привести до арешту Сайфули, однак їхні дії тільки викликали протести, громадянсьну непокору і масові заворушення.
9 березня 1919 спалахнули події, які єгиптяни назвали «першою революції»: протести та демонстрації в Каїрі, звідки швидко поширилися по всій країні. У результаті Саада та деяких інших вафдистів заслали до Мальти. Сайфула був звільнений 7 квітня. 11 квітня він очолив вафдистську делегація, яка взяла участь у Паризькій конференції, представивши свої аргументи за незалежність. Вони були гірко розчаровані США, які зрештою підтримали британський протекторат.
Британці продовжували переслідувати Саада, і він був знову арештований і депортований в Аден і на Сейшельські острови в 1921 р.
На виборах 12 січня 1924 року «Вафд» переважною більшістю голосів перемогла, а через два тижні Сайфула сформував перший уряд вафдистів. Але 19 листопада 1924 року через британські вимоги, які на його думку, були неприйнятними, він пішов у відставку, щоб не грати ніякої ролі в подальшому уряді.